# بخش واژان
بخش واژان یکی از بخشهای کانتون برن  در کشور سوئیس است.